# Гайтукаєв Лом-Алі Ахмедієвич
Лом-Алі Ахмедійович Гайтукаєв ((1958 , Ачхой-Мартан, Чечено-Інгуська Автономна Радянська Соціалістична Республіка, Чечено-Інгуська Автономна Радянська Соціалістична Республіка, РРФСР і СРСР  — 10 червня 2017 , Вологодська область )) — чеченський кримінальний авторитет і бізнесмен, фігурант низки гучних кримінальних справ.

## Біографія
Лом-Алі Гайтукаєв народився 1958 року в селі Ачхой-Мартан Чечено-Інгушської АРСР. У школі начався погано, за його власним зізнанням, зробленим під час інтерв'ю телепередачі «Кримінальна Росія», він не знає навіть таблицю множення.
За інформацією деяких ЗМІ, у рідному селі, де Гайтукаєв за життя не з'являвся багато років, про нього згадували із побоюванням та повагою.
Після розпаду Радянського Союзу 1991 року батьківщина Гайтукаєва — Чечня — оголосила про свою незалежність від Російської Федерації. Гайтукаєв вирішив цим скористатися і поряд з багатьма своїми співгромадянами став займатися махінаціями, метою яких було розкрадання грошових коштів з Центрального банку Російської Федерації, і які згодом стануть відомі у всьому світі як чеченські авізо. Для прикриття своєї злочинної діяльності він створив спільне російсько-австрійське підприємство, а також отримав грецьке громадянство та зареєструвався у місті Салоніки.

## Гайтукаєв та «чеченські авізо»
Гайтукаєв познайомився зі співробітником Східно-Сибірського банку Володимиром Новіковим, відповідальним за пошук клієнтури для банку. Він погодився проводити до керівництва банку фальшиві авізування.
Гайтукаєв, приїжджаючи на час операції з розкрадання грошей, зупинявся у готелі «Інтурист». 3 червня 1992 року Гайтукаєва та кількох його спільників затримали в номері готелю співробітники відділу боротьби з незаконним обігом наркотиків. Під час проведення обшуку один із охоронців Гайтукаєва спробував бігти з пакетом, у якому знаходилася велика сума грошей, але отримав тяжке вогнепальне поранення. У пакеті було виявлено 3 мільйони рублів у грошах 1992 року у упаковках одного відомого московського банку. За всіма контактами Гайтукаєва в Москві були проведені обшуки, що дали несподіваний результат — замість наркотиків у них у всіх були виявлені величезні суми грошей. Гроші знайшли навіть в особистому автомобілі Гайтукаєва марки «Мерседес». Тоді справу було передано до відділу боротьби з економічними злочинами. Наступного дня були заарештовані Новіков та ще один спільник Гайтукаєва, Норік Месумян.
Розслідування справи було важким: усі підозрювані свою причетність до махінацій заперечували, доказів катастрофічно не вистачало. Коли підозрюваних вже готові були випустити за недоведеністю їхньої провини, у співробітників відділу боротьби з незаконним обігом наркотиків було виявлено розшифровку аудіозаписів розмов Гайтукаєва, Новікова та Месумяна, зроблені їх підслуховуючими пристроями. Показання кількох спільників Гайтукаєва, який так ні в чому і не зізнався, дозволили відновити схему операцій з авізовками: Гайтукаєв виготовляв підроблені печатки та бланки, потім через людину, що мала зв'язки в банківських колах (Месумяна) передавав фальшиві авізовки людині, яка працювала. з ним у змові (Новікову), а той переконував у вигідності переведення та переведення в готівку дирекцію банку. У розрахунково-касовий центр Центробанку авізовки мали приходити спецпоштою, але Гайтукаєв і Месумян скористалися плутаниною, що панувала тоді в усіх установах країни, і зуміли отримати за підробленими авізовками величезні гроші — сотні мільйонів рублів. Украдені гроші шахраї зберігали в десятитонному морському контейнері, встановленому в одному з московських дворів. Наступне авізування Гайтукаєв збирався оцінити в один мільярд рублів, але був затриманий.
Новіков до суду не дожив, померши в слідчому ізоляторі, а Гайтукаєв та Месумян стали першими підсудними, яких судили за крадіжку грошей із головного банку країни. 30 листопада 1993 року суд засудив Гайтукаєва до 7 років ув'язнення з конфіскацією майна.

## Гайтукаєв і справа Корбана
Після звільнення Гайтукаєв організував так званий міжрегіональний громадський рух за розвиток культурних та суспільно-політичних зв'язків із Чеченською республікою «Новий час». Були дані про те, що він був одним з лідерів так званого Лазанського (Алазанського) організованого злочинного угруповання.
У лютому 2006 року Гайтукаєв отримав замовлення на вбивство голови правління компанії ТОВ «Славутич-Реєстратор» Геннадія Корбана. Особу замовника так і не було встановлено. Гайтукаєв знайшов виконавця злочину Арсена Джамбураєва, якому трохи пізніше передав у готелі міста Дніпропетровська «Світанок» зброю — автомат Калашникова, 80 набоїв до нього, а також тисячу доларів як задаток. Злочинці стежили за бізнесменом. 19 березня 2006 року Джамбураєв відкрив вогонь з автомата, Гайтукаєв, за версією слідства, особисто віддав команду стріляти кілеру. Корбан залишився живим лише тому, що його автомобіль був броньованим, поранення отримав лише його охоронець.
Гайтукаєва затримали співробітники Федеральної Служби Безпеки у січні 2007 року. Показання проти нього дав Джамбураєв, заарештований практично відразу після замаху і засуджений у грудні 2006 року до 14 років позбавлення волі. Оскільки Гайтукаєв на той час вже був громадянином Росії, його кримінальну справу розглядали у Московському міському суді . Гайтукаєв переконував суд у тому, що в Україні займався виключно бізнесом та збиранням інформації про чеченські угруповання для російських спецслужб. 27 березня 2007 року на виході із зали суду було застрелено колишнього ділового партнера Корбана Максима Курочкіна . За версією слідства він міг бути замовником замаху. Гайтукаєв прямо заявляв про причетність Корбана до вбивства Курочкіна, але підтверджень не знайшлося. 20 лютого 2008 року суд засудив його до 15 років ув'язнення, хоча обвинувач наполягав на 17-річному терміні. Вирок набув чинності.

## Подальша доля
Незважаючи на засудження, прізвище Гайтукаєва часто з'являється у засобах масової інформації. Зокрема, у вересні 2008 року він заявив про те, що він достеменно знає, що за вбивство журналістки Ганни Політковської кілерам було заплачено 2 мільйони доларів.
А в грудні 2009 року Гайтукаєв заявив, що він допоміг російським спецслужбам у ліквідації відомого терориста Шаміля Басаєва.
2 вересня 2011 року було повідомлено про те, що слідство має дані, що Гайтукаєв є безпосереднім організатором вбивства Ганни Політковської. Зокрема, зазначалося, що Гайтукаєв спеціально для цих цілей створив злочинну групу, до якої увійшли колишній підполковник міліції Дмитро Павлюченков, колишній співробітник ЦРУБОЗ ГУВС Москви раніше засуджений Сергій Хаджикурбанов та племінники Гайтукаєва Махмудови. У червні 2014 року Московський міський суд засудив Лом-Алі Гайтукаєва та кілера Рустама Махмудова до довічного ув'язнення в колонії особливого режиму.
Лом-Алі Гайтукаєв помер у колонії 10 червня 2017 року.